# 안도 모모후쿠
안도 모모후쿠(일본어: 安藤 百福) 또는 우바이푸(중국어·언어 오류(오백복): 吳百福 Wú Bǎifù, Wu Pai-Fu[*],오백복, 1910년 3월 5일 ~ 2007년 1월 5일) 일본의 기업인으로 닛신 식품의 설립자이자 회장이었다. 
안도 모모후쿠는 일본 제국 치하의 타이완에서 태어나 1932년 일본으로 건너왔다. 일본제국에서 이등국민(二等国民) 지위에 있었지만 일본인과 같은 법의 보호와 권리를 가지던 조선인, 류큐인, 아이누인과 달리 대만인은 최하위 등급의 삼등국민(三等国民) 지위였기 때문에 안도 모모후쿠는 심한 차별과 고문을 받았다. 제2차 세계 대전 후 극심한 식량 기근에 시달리던 일본 국민들을 위해 인스턴트 라면을 개발하기로 결심하고 1948년 라면 회사인 닛신 식품을 설립하였다. 1958년 세계 최초의 인스턴트 라면인 치킨 라면을 개발하는 데 성공했다. 1961년 치킨 라면에 상표 등록을 하고, 1963년 닛신 식품은 도쿄 증권거래소와 오사카 증권거래소 모두 2부에 상장되는데 이르렀다. 1971년에는 세계 최초의 컵라면인 컵누들을 개발하였다. 1981년 사장직을 내놓고 회장에 취임하였다. 1999년에는 자신의 업적을 기념하기 위해 이케다시에 라면 박물관을 설립하였다. 2001년 노구치 소이치를 위해 스페이스 라면 개발에 착수하여 2005년에 완성하였다. 2007년 1월 5일 심장마비로 향년 96세에 사망하였다.

## 같이 보기
- 오 사다하루
- 가네시로 다케시

1. ↑  “흐르는 강물처럼 - 미주 한국일보”. 2023년 8월 30일에 확인함.